# ジェームズ・ヴォーン
ジェームズ・オリヴァー・ヴォーン（James Oliver Vaughan, 1988年7月14日 - ）は、イングランド・バーミンガム出身の元サッカー選手。ポジションはFW（センターフォワード）。

## 経歴
エヴァートンFCのユース時代から、同ユース出身のウェイン・ルーニーと比較された。2005年4月10日、16歳271日でプレミアリーグ初得点を記録し、ジェイムズ・ミルナーが保持していたリーグ最年少得点記録（16歳357日）を更新した。2011年5月27日、プレミアリーグに昇格したばかりのノリッジ・シティFCと3年契約を結んだ。移籍金は公開されていない。2012-13シーズンはハダースフィールド・タウンFCへ期限付き移籍し、2013年7月に同クラブへ完全移籍となった。
2015-16シーズン終了後にバーミンガム・シティFCとの契約を双方合意に基づき解除。2016年9月3日、フットボールリーグ1のベリーFCと2年契約を交わした。リーグ戦37試合に出場し24得点を記録した。
2017年7月13日、サンダーランドAFCへ2年契約で移籍する。翌年1月12日にはウィガン・アスレティックFCと1年半の契約を締結。移籍金は90万ポンドと報道された。リーグ後半戦で19試合に出場しクラブのチャンピオンシップ昇格に貢献した。
2019年1月31日、ポーツマスFCへシーズン終了まで期限付き移籍となる。
2019年6月25日、ブラッドフォード・シティAFCに3年契約で移籍。
2020年1月29日、トレンメア・ローヴァーズFCにシーズン終了までの期限付きで移籍。2020年8月に完全移籍となった。
2021年7月に現役を引退。

## タイトル

### クラブ
ウィガン
- フットボールリーグ1 : 2017-18

ポーツマス
- EFLトロフィー : 2018-19

### 個人
- フットボールリーグ・ベストイレブン : 2016-17